# لعبة

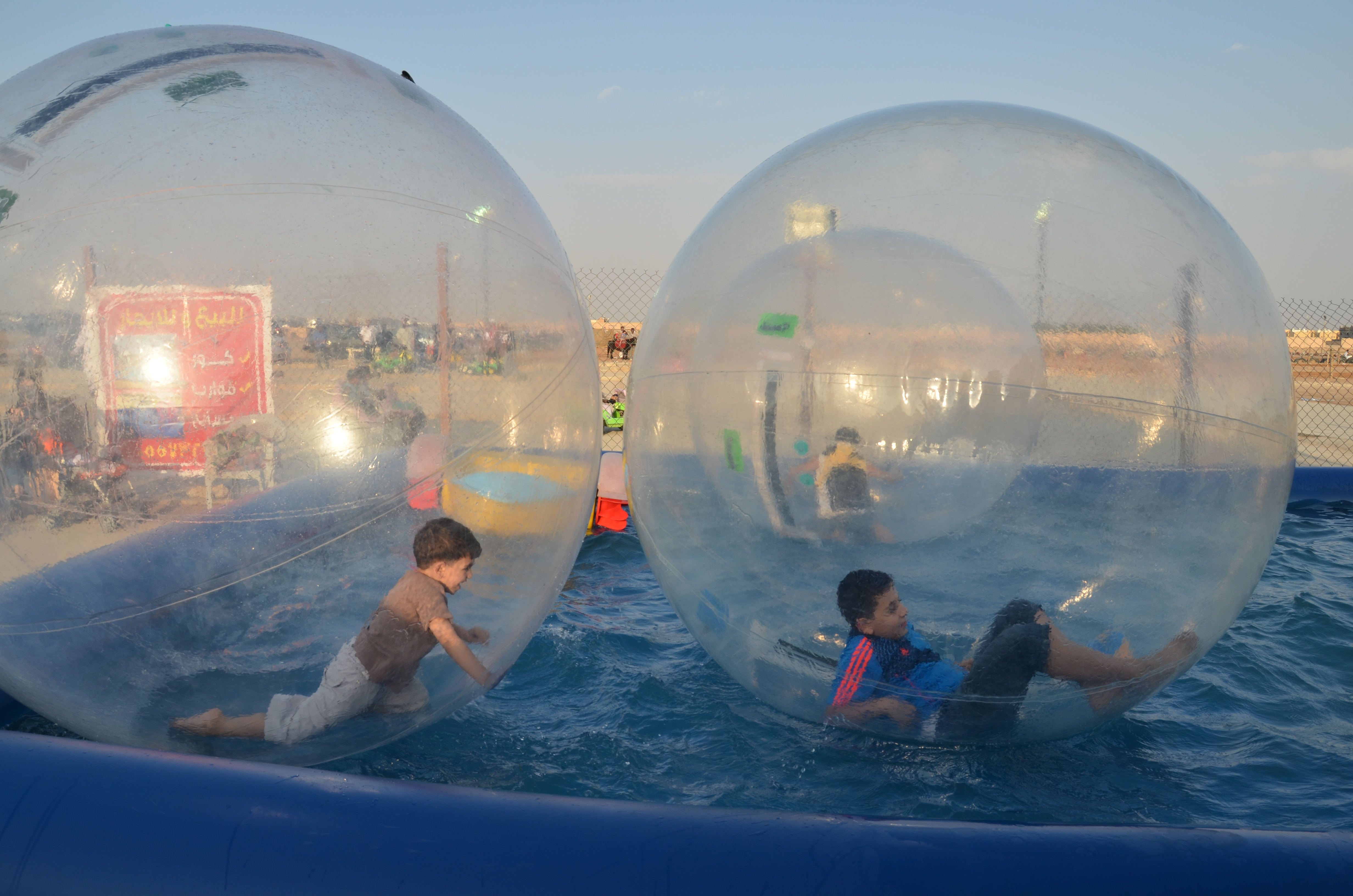
لعبة أطفال في الرياض

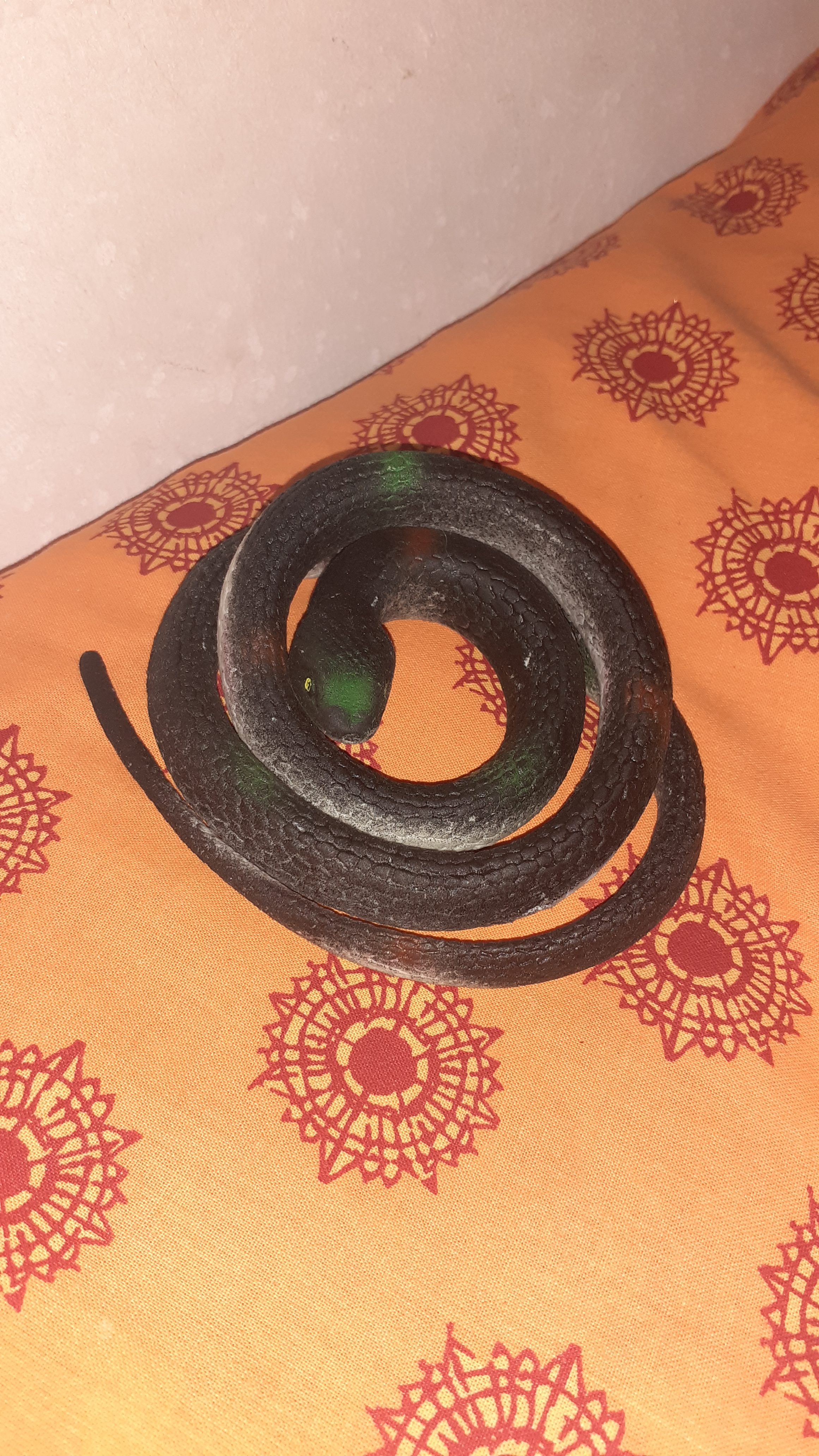
لعبة مامبا سوداء بلاستيكية

عادة ما يرتبط مفهوم الألعاب بالأطفال، ولكن ليس أمر مستغربا أن يلعب الكبار بها أيضا. تُصنع الألعاب من عدة مواد كالبلاستيك والخشب والقطن، وفي كثير من الأحيان يلعب مع اللعب لتكون وسيلة ممتعة لتدريب الشباب على الحياة في المجتمع البشري. صممت العديد من العناصر لتكون بمثابة لعب، ولكن السلع المنتجة لأغراض أخرى يمكن استخدامها أيضا. على سبيل المثال، يمكن لطفل صغير أن يلتقط شيء ويطيره في الهواء كالطائرة
وهناك اعتبار آخر هو الترفيه الرقمي التفاعلي، مثل لعبة فيديو.
ويتم إنتاج بعض الألعاب أساساً لهواة جمع العناصر والمُعدّة للعرض فقط.
أصل اللعب هو ما قبل التاريخ، تم العثور على دمى تمثل الرضع بسهولة، والحيوانات، والجنود، فضلا عن تأكيدات من الأدوات المستخدمة من قبل الكبار في المواقع الأثرية، واللعب بشكل عام مهم عندما يتعلق الأمر بالنضج والتعلم عن العالم من حولنا.

## أنواع الألعاب
- العاب يدوية
- العاب إستراتيجية
- العاب فيديو